# Amos Ajao
Amos Ajao est un boxeur ghanéen.

## Carrière
Amos Ajao remporte la médaille d'argent dans la catégorie des poids coqs aux championnats d'Afrique d'Accra en 1964. Il concourt ensuite dans la catégorie des poids plumes, remportant la médaille d'argent aux championnats d'Afrique de Lagos en 1966 puis la médaille de bronze aux Jeux de l'Empire britannique et du Commonwealth de Kingston en 1966.